# Српски избеглички домови у Матарушкој Бањи
Српски избеглички домови у Матарушкој Бањи служили су током Другог светског рата за смештај деце које су као избеглице долазиле из готово свих крајева Југославије, и које су уточиште пронашли на територији окупиране Србије. Српски избеглички домови у Матарушкој Бањи били су део ширег система избегличких домова, којима је управљао Комесаријат за избеглице и пресељенике. Домови у Матарушкој Бањи су прве штићенике примили 1942. године и функционисали су све до 1947. године, када су пребачени на Рудник.

## Избеглице и избеглички домови у окупираној Србији
Убрзо након војног пораза и поделе Југославије у априлу 1941. године, на територију окупиране Србије почеле су да пристижу бројне избеглице. Избеглице су долазиле са територије НДХ, али и из оних делова Југославије који су били под мађарском, бугарском и италијанском окупацијом. Међу избеглицама су били и Словенци који су живели у оним областима које је заузео Трећи рајх. По евиденцији израђеној током марта 1942. године на подручју окупиране Србије било је 152.919 избеглица, од којих је њих 6087 било на територији Краљевачког округа. Међу њима је било 2150 деце (1095 дечака и 1055 девојчица).
Ради бриге о избеглицама које су тражиле уточиште на тлу окупиране Србије формиран је Комесаријат за избеглице и пресељенике. Комесаријат је формиран већ у јуну 1941. године. На његовом челу је био инжењер и потпуковник у пензији Андра Поповић, а 20. октобра 1941. године на његово место је дошао Тома Максимовић, предратни директор фабрике обуће Бата из Борова. Такође, у Штабу немачког војног команданта за Србију на функцију комесара за пресељење именован је др Ернест Вајнман, који је на овом положају остао до краја окупације. О избеглицама су бринули и органи локалних власти, као и хуманитарне организације и појединци.
Како би се пружила помоћ деци која су избегла из својих домова, Комесаријат је спровео акцију смештања деце по приватним домовима. Међутим, у време окупације није било довољно породица које би могле пружити уточиште избеглицама, па се од овога убрзо одустало. Показало се да је боље решење збрињавање деце у посебно организованим домовима. За ове потребе је адаптиран велики број одмаралишта и вила у српским бањама. Деци су у овим домовима пружани здравствена заштита и основни услови за живот, а био им је омогућен и наставак школовања. Осим великих интерната – Српских избегличких домова који су функционисали у Бањи Ковиљачи, Матарушкој Бањи, Врњачкој Бањи, Рибарској Бањи, Неготину и Ужицу и за које је покушано да се пропишу посебна правила рада, у великом броју места постојао је низ мањих установа, адаптираних домова и интерната за смештај избегличке деце. Само до маја 1943. године је кроз ове установе прошло преко 21.000 деце.

## Српски избеглички домови у Матарушкој Бањи
Српски избеглички домови у Матарушкој Бањи су започели пријем деце 3. јуна 1942. године, након што су зграде одређене за ову намену адаптиране. Како су се временом различити домови специјализовали за пријем деце различитог узраста, домови у Матарушкој Бањи су углавном прихватали децу која су ишла у основну школу. У оквиру дома је функционисала основна школа са 14 одељења. Већина деце је потицала са територије Босне и Херцеговине. Деца која су у домове стигла током 1942. године су била врло лошег здравственог стања, о чему сведочи податак да је током августа те године преминуло дванесторо деце, а месец дана касније још 15 њих.
Први управник ових домова је био Владимир Беатовић, који је смењен 7. априла 1943. године јер Комесаријат није био задовољан његовим радом, пре свега проблемима око набавке хране. На његово место је дошао Симо Ристић, који је ову дужност обављао све до своје смрти 21. јуна 1943. Дужност управника је преузео Душан Аврамов, 30. августа исте године. Број зграда које су коришћене за смештај деце је варирао, а окупационе власти су повремено неке од зграда узимале за своје потребе. У августу 1944. године деца су била смештена у 8 зграда које су имале капацитет од 710 места. У њима је било смештено 650 деце (455 дечака и 195 девојчица), што је било 12% деце смештене у избегличким домовима у Србији.
Након само четири месеца од почетка рада домова, 3. октобра 1942. на захтев немачког мајора морала су се иселити деца из Жандармеријског дома и виле Ибар, а управа СИД-а Матарушка Бања била је приморана да зграде са главном кухињом препусти немачкој војсци. У одузетим објектима било је 59 соба. Деца су размештена по другим домовима и у три изнајмљене куће. Вила Ибар је враћена почетком пролећа 1943. године, а у октобру исте године мрежи Српских избегличких домова у Матарушкој Бањи прикључен је и Манастир Студеница. Систем домова је поново био реорганизован у јесен 1943. године, када је немачка војска одузела неколико објеката.
Након ослобођења 1944. године део особља је напустио домове. Домове је напустио и део деце, али су на њихова места доведени нови штићеници. Име домова је промењено у Дечји домови, а током 1947. године у Дечји дом Бата и Рита Јовичић. Дом је потом из Матарушке Бање био премештен на Рудник.

## Деца
Уочи почетка рада домова комесар Тома Марковић је одредио да се у Матарушкој Бањи смештају пре свега деца без родитеља, а потом и изгладнела деца из Београда. Деца су прво била смештана у вилу Ибар, а потом и у остале зграде. Највише деце је потицало из Босне и Херцеговине, али их је било и из других крајева: са Косова, из Црне Горе, Словеније, Македоније, Војводине, Новог Пазара и околине.
Број деце у домовима се константно мењао, али је увек било више дечака него девојчица. Дешавало се и да родитељи, чим обезбеде основне услове егзистенције, дођу по децу. Неки су тражили одобрење Комесаријата пре него што би то учинили, али је било и оних који су децу одводили самоиницијативно. Унутар мреже домова, деца су често премештана због наставка школовања или изучавања појединих вештина и заната. Штићеници су напуштали дом и онда када би се нека породица јавила са жељом да буде хранитељ неког од деце.
Један од видова збрињавања деце је било и тзв. колонизовање. Наиме, деца би била послата у сеоска или градска домаћинства, где би се учила појединим вештинама. Постојало је велико интересовање за ову праксу, јер је због рата у селима постојао огроман недостатак радне снаге. Стога се често дешавало да су деци додељивани бројни послови у домаћинству, а да се водило недовољно рачуна о њиховим потребама. Такође, девојчице које су послате у градове нису желеле да се врате у мање средине из којих су потекле. Због свега овога пракса колонизовања је напуштена почетком 1944. године.
Набавка хране је била један од највећих проблема. У Краљеву су постојале кухиње за исхрану избеглица, захваљујући труду цркве, локалних власти и имућних појединаца. Децу су помагали и житељи Бање онолико колико су им могућности то дозвољавале. Порције су често биле недовољне да засите децу и запослене. Набавку хране отежавао је и велики скок цена у Србији током окупације. Проблем исхране се погоршавао како је растао број штићеника у домовима. У изузетним случајевима храна је давана и онима који нису били штићеници домова. Тако је лекар Драгутин Гвозденовић упутио молбу да се Младену Остојићу, који је био непокретан због туберкулозног обољења кичме и који је и сам био избеглица, дозволи да добија храну из домова.
Деца која су долазила у домове су често долазила у исцепаној одећи и боса. Одећа, обућа, постељина, ћебад и пешкири набављани су из Централног магацина Комесаријата, а део су донирали и хумани појединци. Добијене количине често нису биле довољне, а највећи проблем је представљао недостатак веша. Одећа је крпљена и поправљана кад год је то било могуће. Пред крај рата је толико дотрајало да је на једној смотри деце констатовано да су деца у доброј физичкој кондицији, али да са одећом очајно изгледају. Недостатак одговарајуће одеће и обуће није био проблем са којим су се суочавала само деца, већ и запослени.
Најважнија брига је била здравствена заштита деце. Деца су стизала исцрпљена, болесна, носећи трауме због свега кроз шта су прошла. Иако је у домове требало да долазе само здрава деца, дешавало се да се симптоми појединих болести појаве током транспортовања или смештања деце. Тада су деца била стављана у карантин. У амбуланти су вршени прегледи и лечење оболелих који су касније могли бити смештени заједно са здравом децом. Лазарет јe представљао импровизовану болницу у самом Дому, где је децу смештао и лечио домски лекар. У најближу приватну или државну болницу упућивани су тежи случајеви, ради изолације или хируршке интервенције. Тек пристигла деца најчешће су лечена од вашљивости, шуге, свраба, красти и исцрпљености. У недостатку фармацеутских лекова, прибегавало се коришћењу природних препарата. Иако су се запослени трудили да одвоје болесну децу од здраве, болести су се шириле, а најпогубнија је била дизентерија, од које су деца углавном оболевала пре доласка у домове.
Од 3. јуна 1942, када је СИД Матарушка Бања почео са радом, до 29. новембра 1944, када је Матарушка Бања ослобођена, кроз домове је прошло више од 3445 деце, од којих је умрло 56, односно 1,6%. Преминула деца сахрањивана су на гробљу у Конареву. На овом гробљу је 1976. године подигнут заједнички споменик (рад архитекте Спасоја Крунића) у облику крова на четири воде који карактерише традиционалне српске куће, са више мањих кровова, са циљем да симболизује кровове кућа за сву децу која су страдала. На иницијативу некадашњег штићеника дома Милорада Ћебића, уз подршку студеничког игумана архимандрита Тихона, у децембру 2022. године уз споменик је постављен и крст, јер су сва преминула деца била српске националности и православне вероисповести.

## Запослени
За старање о деци у избегличким домовима у Матарушкој Бањи било је потребно ангажовати и организовати читаву мрежу намештеника. Међу запосленима су често били и избегли Срби, којима је овај посао омогућавао да зараде нешто новца и имају обезбеђени смештај и храну. За опстанак избегличких домова у Матарушкој Бањи је било пресудно постављање Душана Аврамова за управника. Управа је настојала да се држи што даље од сукоба у земљи, али то није увек било могуће. Управници су одржавали контакте са припадницима ЈВуО, који су се интересовали за услове у којима су била смештена деца. Са друге стране, међу запосленима је било и симпатизера комунистичког покрета.
Са једним од првих транспорта стигле су и ученице учитељске школе, гимназије и грађанске школе, које су биле распоређене као васпитачи или њихови помоћници. Ангажоване су и друге избеглице, као и лекари из Матарушке Бање. Такође, поједини намештеници су долазили из избегличких домова у другим местима у земљи, или су из Бање премештани у друге домове. Њихова месечна примања су се утростручила до краја 1943. године, али су због раста цена остала скромна. Управа је помагала и запосленима. Тако су породице запослених које нису могле да пронађу смештај могле да живе у домовима, али су плаћале трошкове исхране. Комесаријат је водио рачуна о здравственој заштити запослених и њихових породица. Са друге стране, уколико су се родитељи приликом обиласка домова жалили Комесаријату, незадовољни здрављем деце или односом васпитача према њима, Комесаријат је именоване кажњавао ако би се утврдило да притужбе нису без основа. Најчешћи повод за кажњавање запослених било је узимање хране мимо прописаних количина. Управа је реаговала и у случају сукоба међу запосленима. Ипак, већина запослених је своје послове обављала савесно, због чега су бивали и награђени.

## Галерија
- Забавни дан са васпитачима
- Јавни час, прва велика манифестација у организацији СИД Матарушка Бања, одржан 16. августа 1942. године
- Деца из СИД Матарушка Бања у шетњи до Манастира Жича
- Деца у СИД Матарушка Бања
- Дете у летњој трпезарији, СИД Матарушка Бања
- Дете у СИД Матарушка Бања
- Дете у СИД Матарушка Бања